# الطرائف (الرجم)

تعديل مصدري - تعديل

الطرائف هي إحدى قرى عزلة بني المصعب بمديرية الرجم التابعة لمحافظة المحويت، بلغ تعداد سكانها 919 نسمة حسب تعداد اليمن لعام 2004.